# Козе (волость)
Ко́зе (эст. Kose) — волость на севере Эстонии в уезде Харьюмаа.

## География
Волость Козе граничит на севере с волостями Кийли, Рае, Раазику, на востоке граничит с волостями Ания и Ярва, на юге граничит с городом Пайде и волостью Тюри, на западе граничит с волостями Кохила и Рапла.
Площадь волости — 532,81 км², плотность населения в 2020 году составила 13,5 человека на 1 км².

## Население
По состоянию на 2 января 2019 года в волости было зарегистрировано 7123 жителя.

## Управление
С 3 декабря 2013 года должность старейшины волости занимала Мерле Пуссак (Merle Pussak).

## Населённые пункты
В состав волости до 26 октября 2013 года входили 3 посёлка  и 22 деревни.

Посёлки: Козе, Козе-Ууэмыйза, Равила.

Деревни: Ахисилла, Вардья, Вилама, Вискла, Вылле, Канавере, Карла, Ката, Колу, Крей, Куйвайыэ, Лийва, Нымбра, Нырава, Ору, Палвере, Равелику, Саула, Сымеру, Таде, Таммику, Тухала.
26 октября 2013 года в состав волости Козе включена территория соседней волости Кыуэ.
Состав волости Козе после объединения с волостью Кыуэ:

Посёлки: Арду, Хабая, Козе, Козе-Ууэмыйза, Равила.

Деревни: Аэла, Ахисилла, Аланси, Ванамыйза, Вардья, Вахетюки, Вилама, Вирла, Вискла, Вылле, Кадья, Канавере, Канткюла, Карла, Ката, Катсина, Киривалла, Кирувере, Колу, Крей, Куйвайыэ, Кукепала, Кырвенурга, Кыуэ, Лаане, Лейсту, Лийва, Лутсу, Лёэра, Маргусе, Нуту, Нымбра, Ныммери, Нырава, Оясоо, Ору, Пала, Палвере, Паунасте, Паункюла, Пуусепа, Рава, Равелику, Рийдамяэ, Рыыса, Саарнакырве, Саэ, Саула, Сильмси, Сымеру, Сяэскюла, Таде, Таммику, Трийги, Тухала, Ууэвески, Харми, Экси.

## Статистика
Данные Департамента статистики о волости Козе:

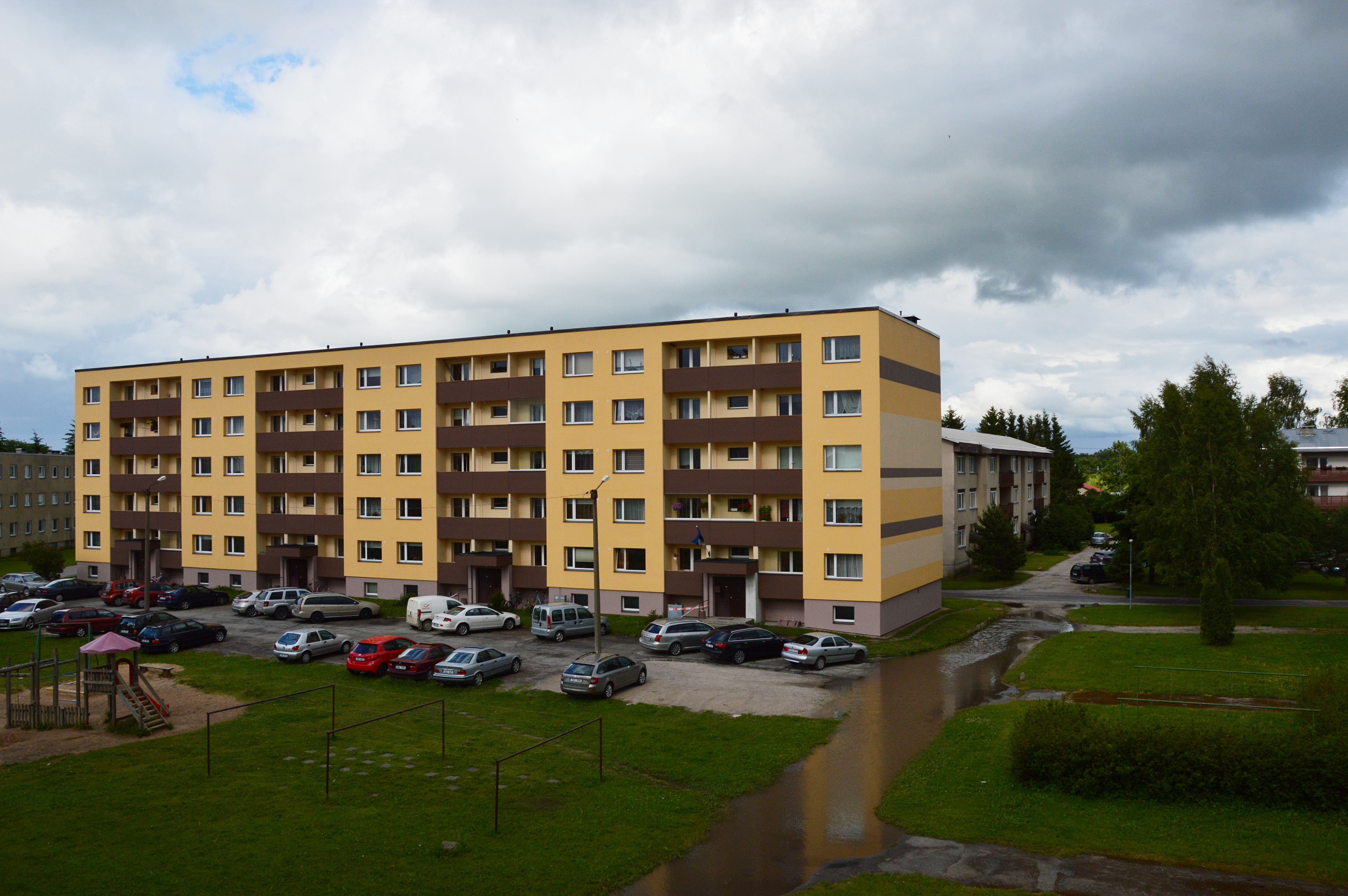
Посёлок Козе, улица Вахтра

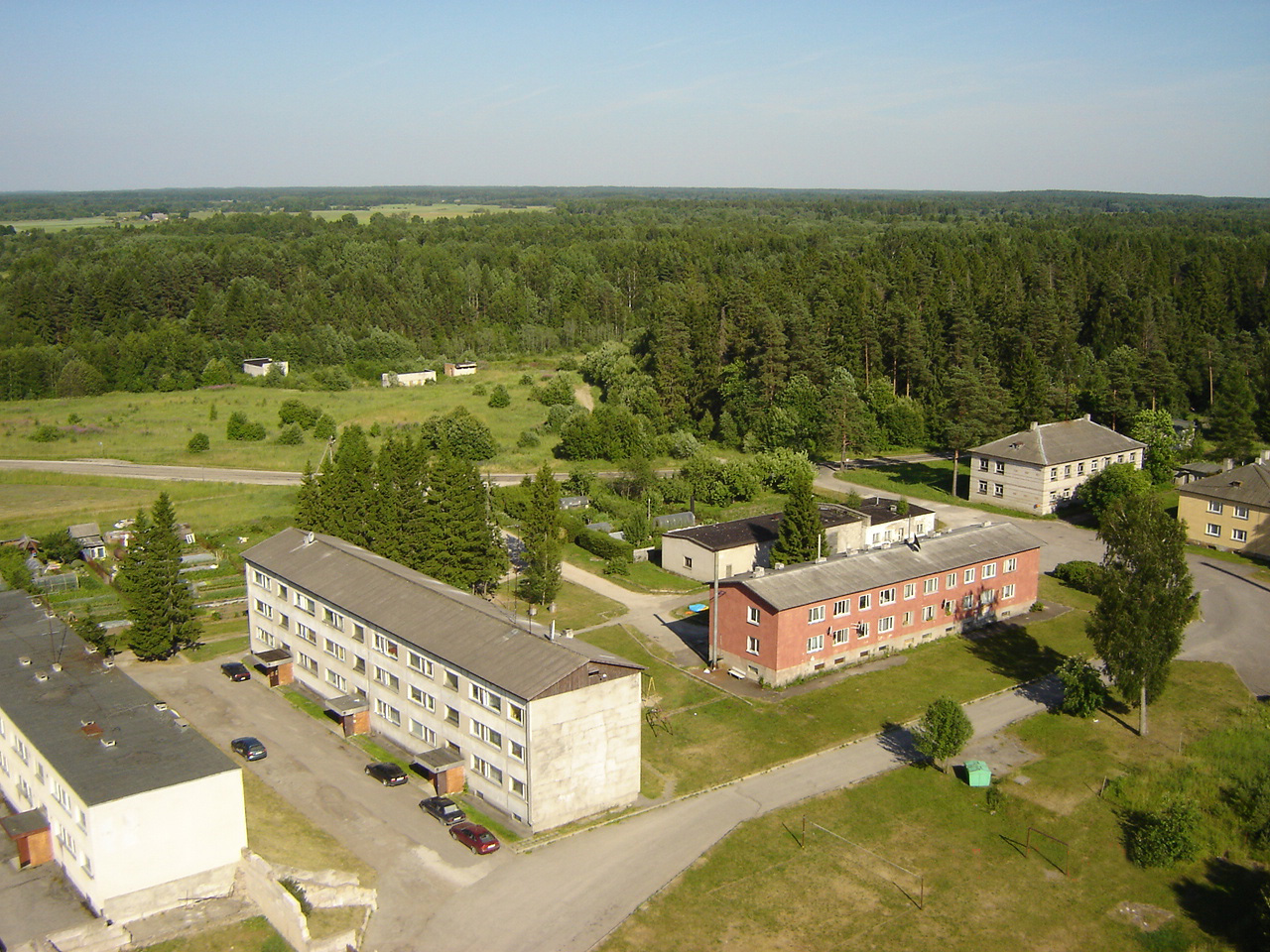
Деревня Вардья

Число жителей на 1 января каждого года:
| Год  | 2016 | 2017   | 2018   | 2019   | 2020   | 2021   | 2022   |
| ---- | ---- | ------ | ------ | ------ | ------ | ------ | ------ |
| Чел. | 7066 | ↗ 7103 | ↗ 7110 | ↗ 7138 | ↗ 7177 | ↗ 7211 | ↗ 7451 |

Число рождений:
| Год           | 2016 | 2017 | 2018 | 2019 | 2020 |
| ------------- | ---- | ---- | ---- | ---- | ---- |
| Живорождённых | 79   | ↗ 88 | ↘ 71 | ↗ 95 | ↗ 96 |

Число смертей:
| Год     | 2016 | 2017 | 2018 | 2019 |
| ------- | ---- | ---- | ---- | ---- |
| Умерших | 74   | ↗ 86 | ↗ 89 | ↘ 76 |

Зарегистрированные безработные:
| Год     | 2016 | 2017  | 2018  | 2019  | 2021 (август) |
| ------- | ---- | ----- | ----- | ----- | ------------- |
| Человек | 98   | ↗ 110 | ↗ 116 | ↗ 120 | ↗ 217         |

Средняя брутто-зарплата:
| Год  | 2016    | 2017      | 2018      | 2019      | 2020      |
| ---- | ------- | --------- | --------- | --------- | --------- |
| Евро | 1101,43 | ↗ 1180,83 | ↗ 1252,58 | ↗ 1344,53 | ↗ 2943,00 |

В 2019 году волость Козе занимала 17 место по величине средней брутто-зарплаты среди 79 муниципалитетов Эстонии.
Число учеников в школах:
| Год  | 2016 | 2017  | 2018  | 2019  |
| ---- | ---- | ----- | ----- | ----- |
| Чел. | 888  | ↗ 924 | ↗ 951 | ↗ 955 |

## Галерея

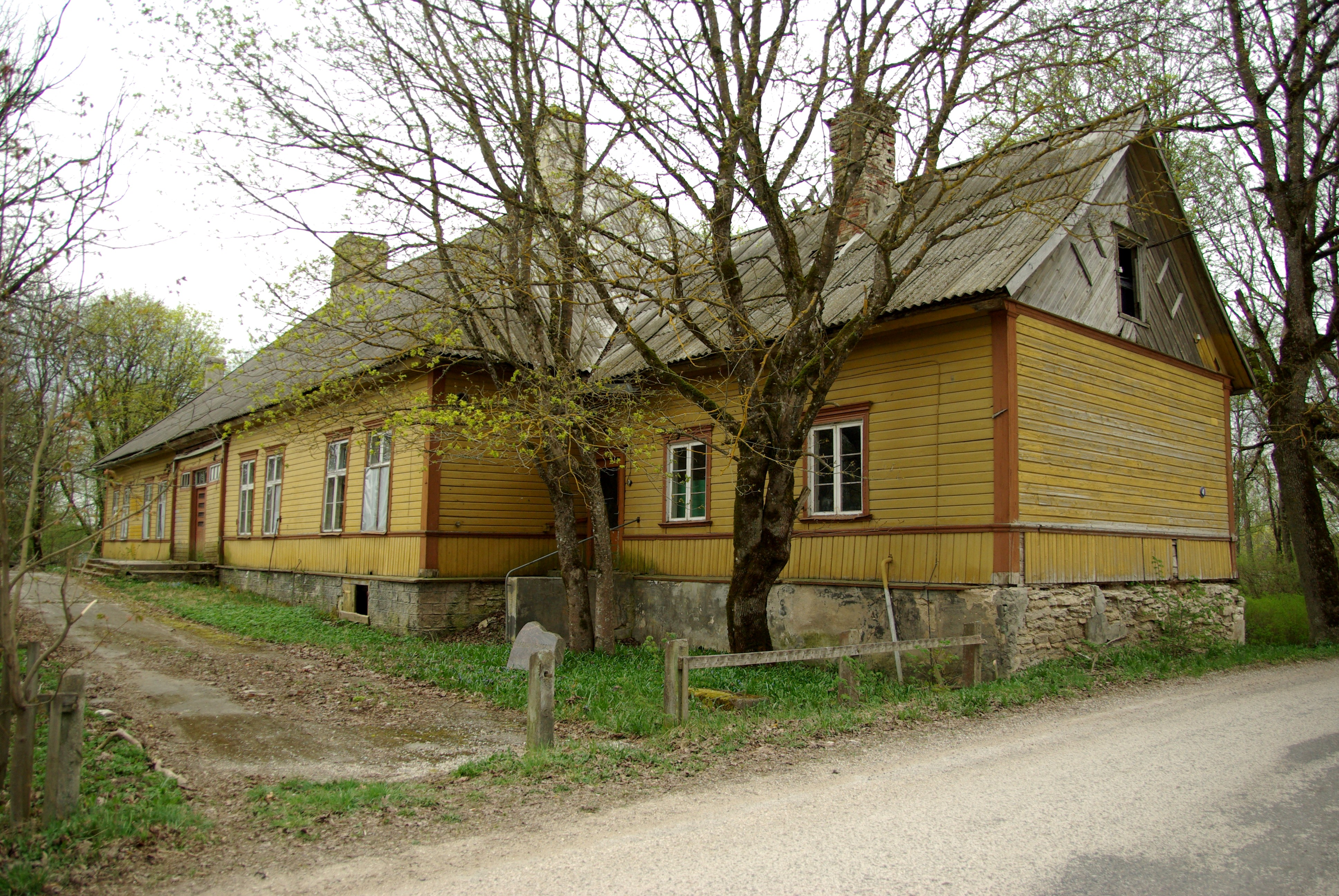
Мыза Хабая
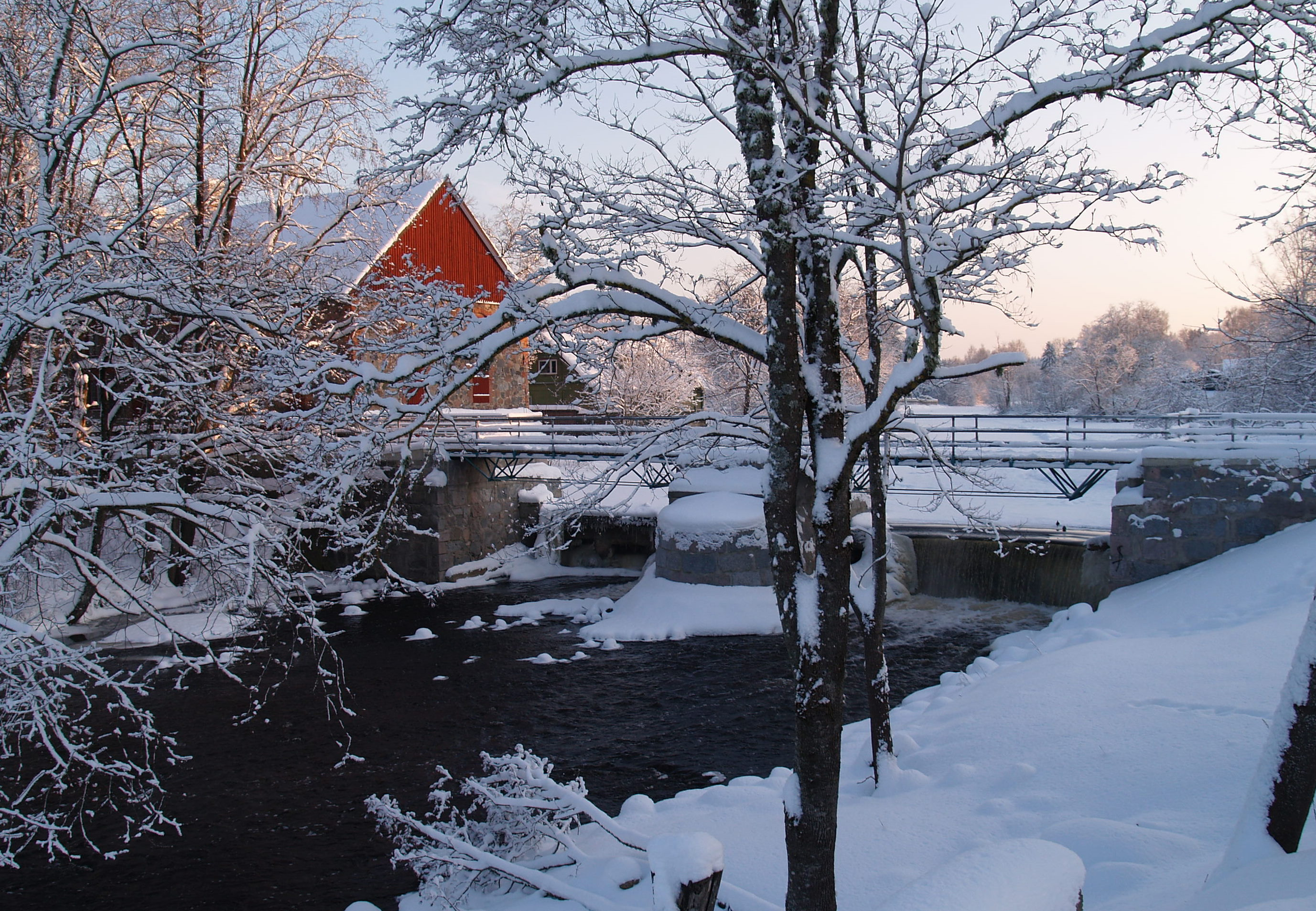
Река Пирита в Козе
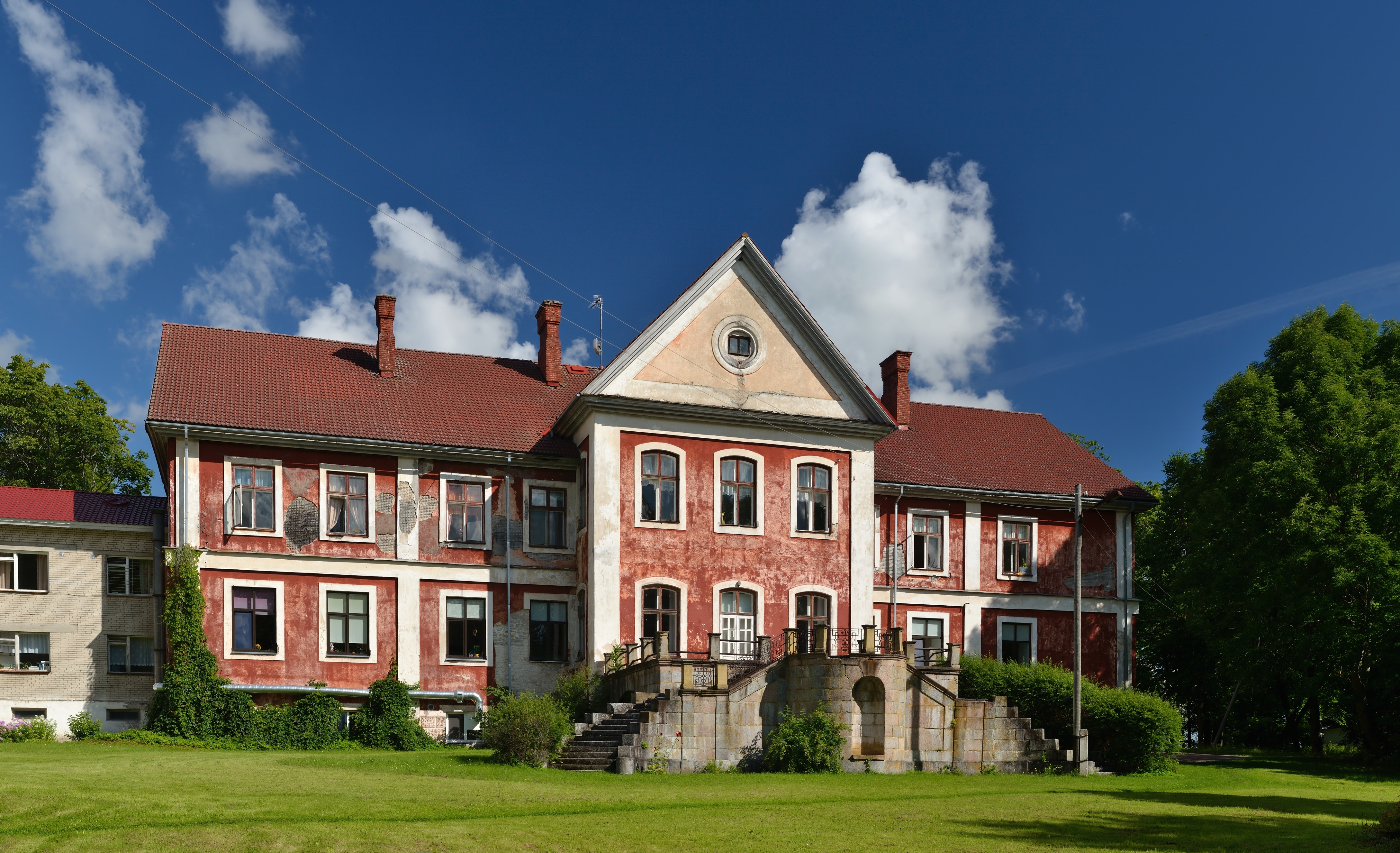
Мыза Равила
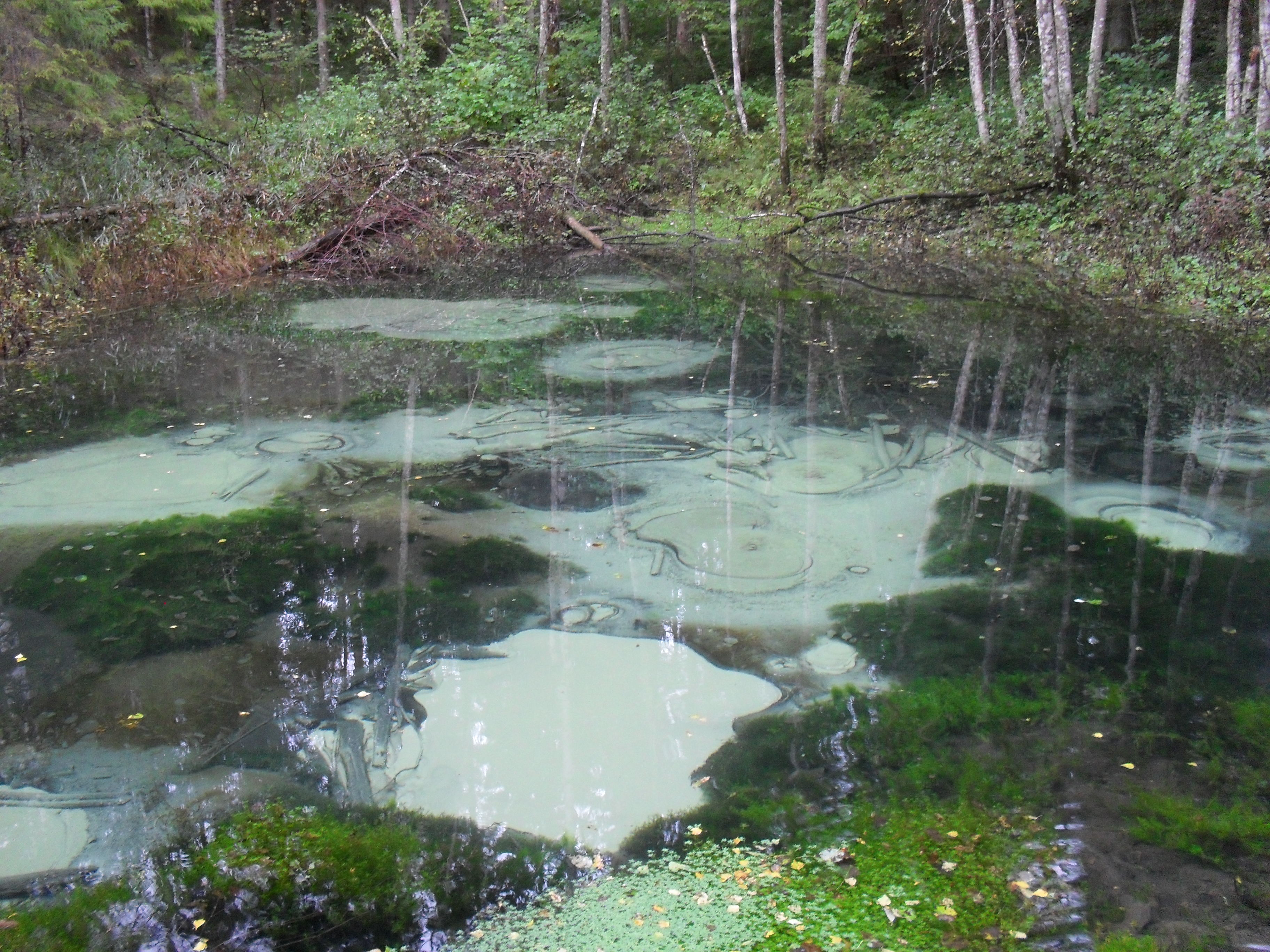
Источники Саула Синиалликад
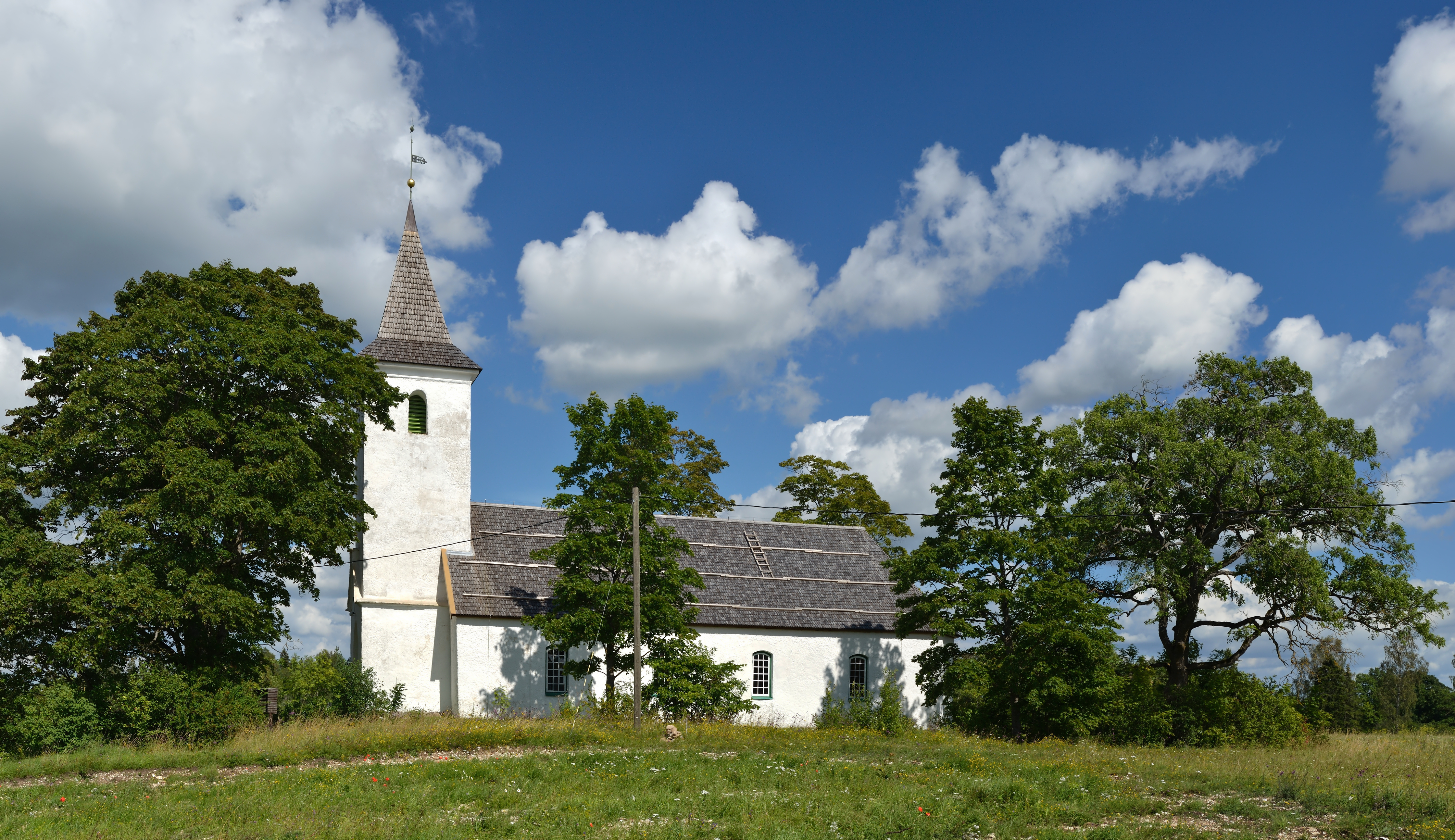
Церковь Тухала
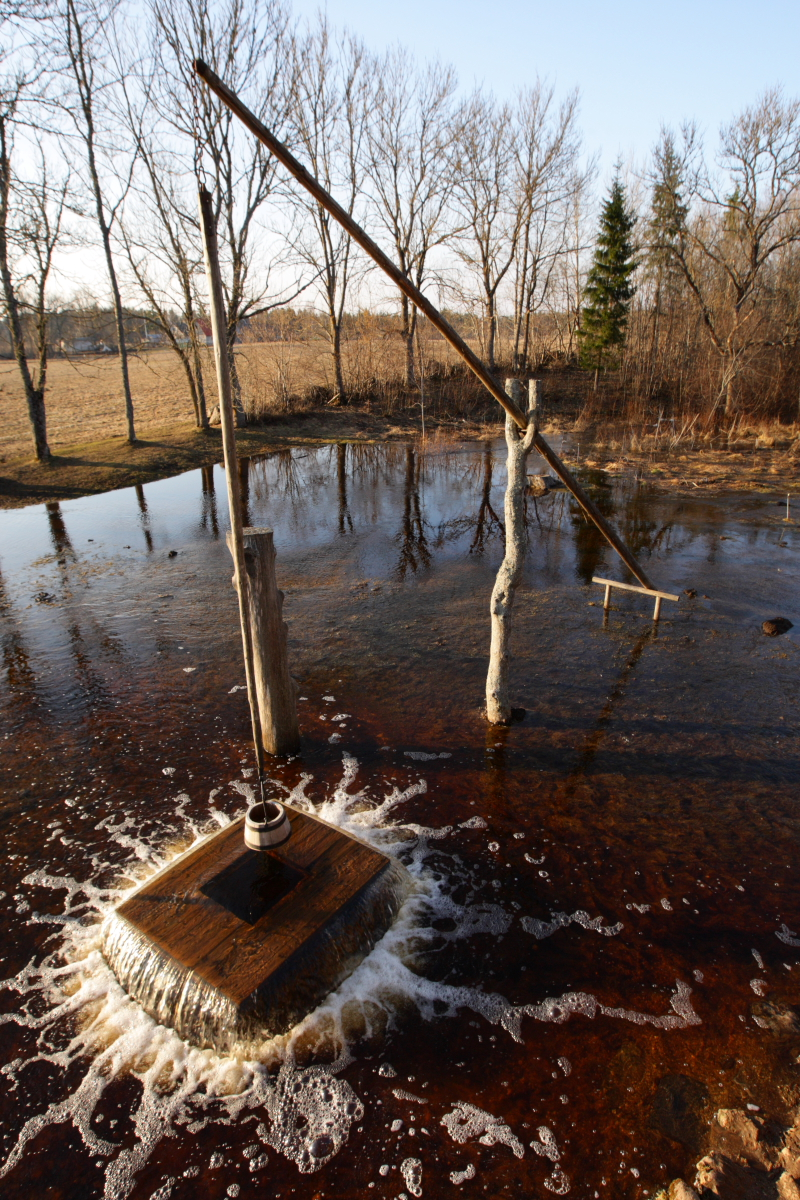
Ведьмин колодец
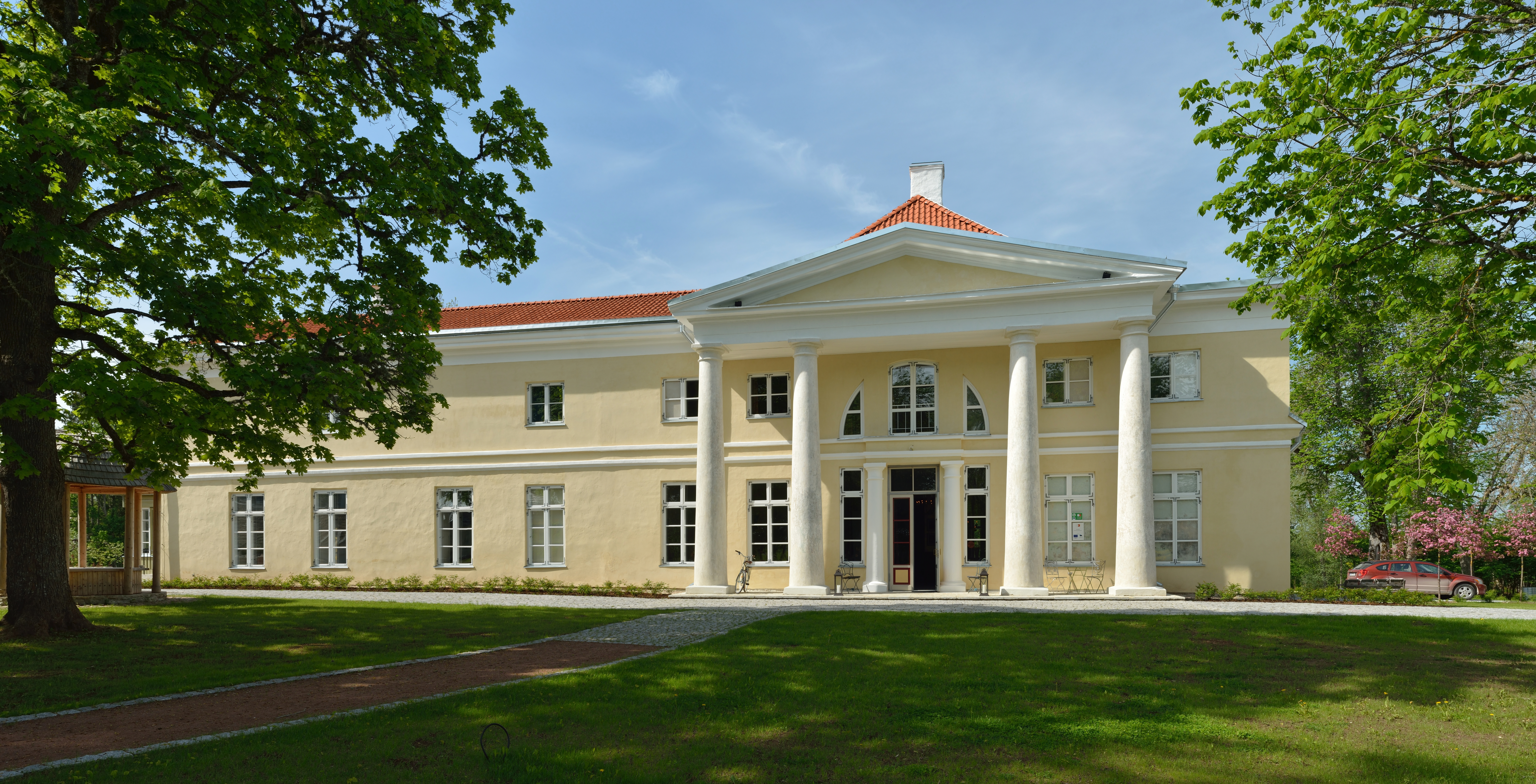
Мыза Трийги
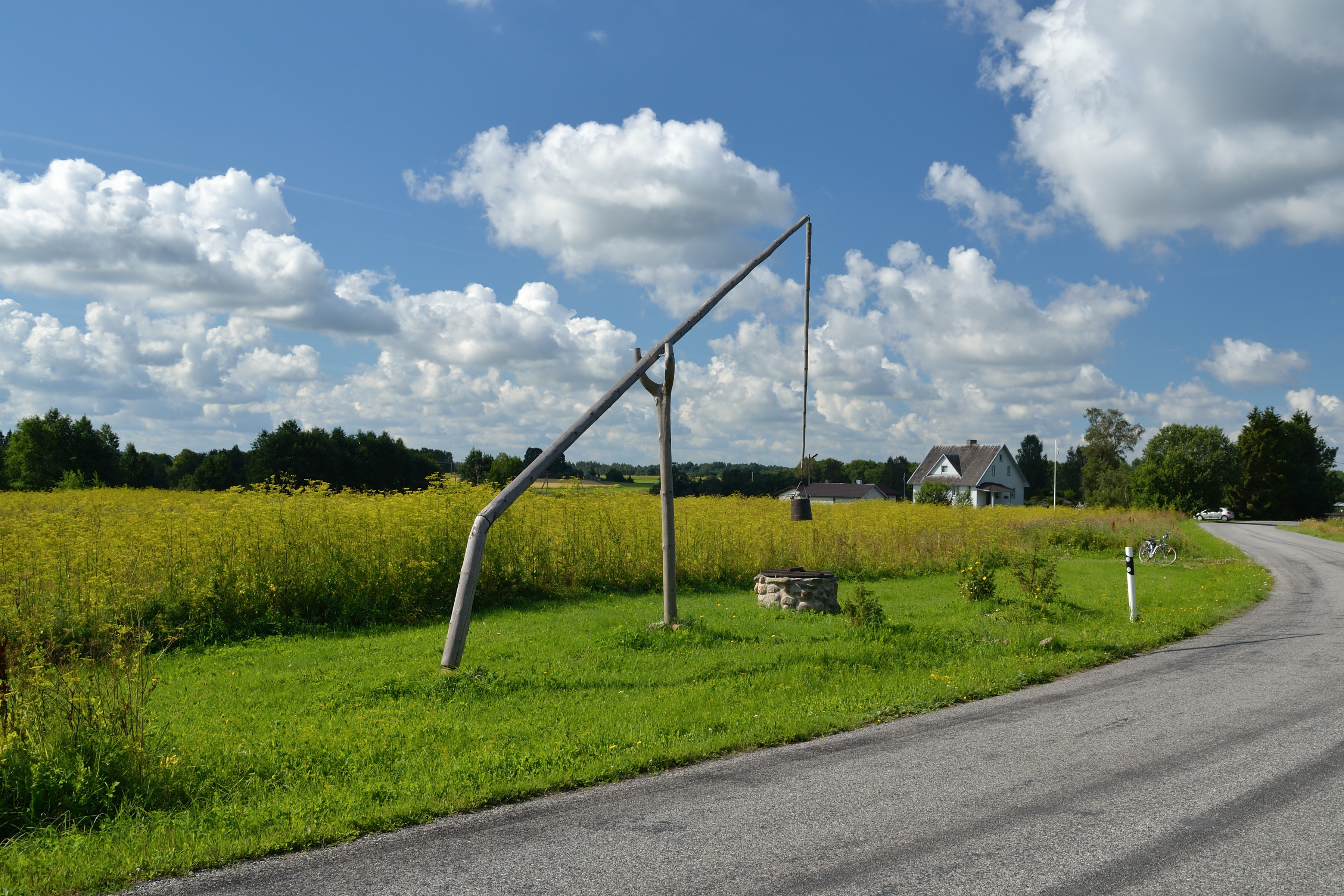
Деревня Вылле
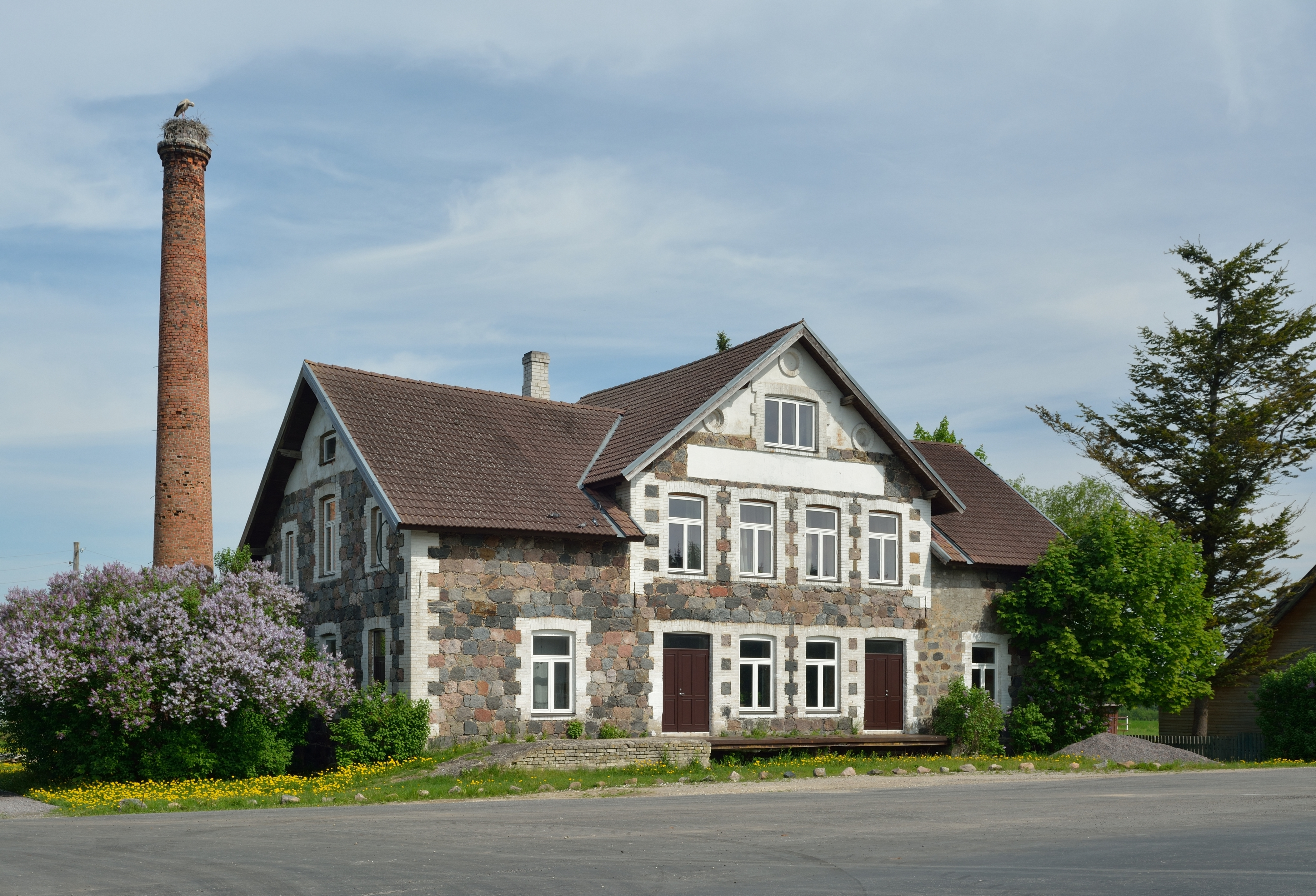
Здание бывшей маслобойни в Экси
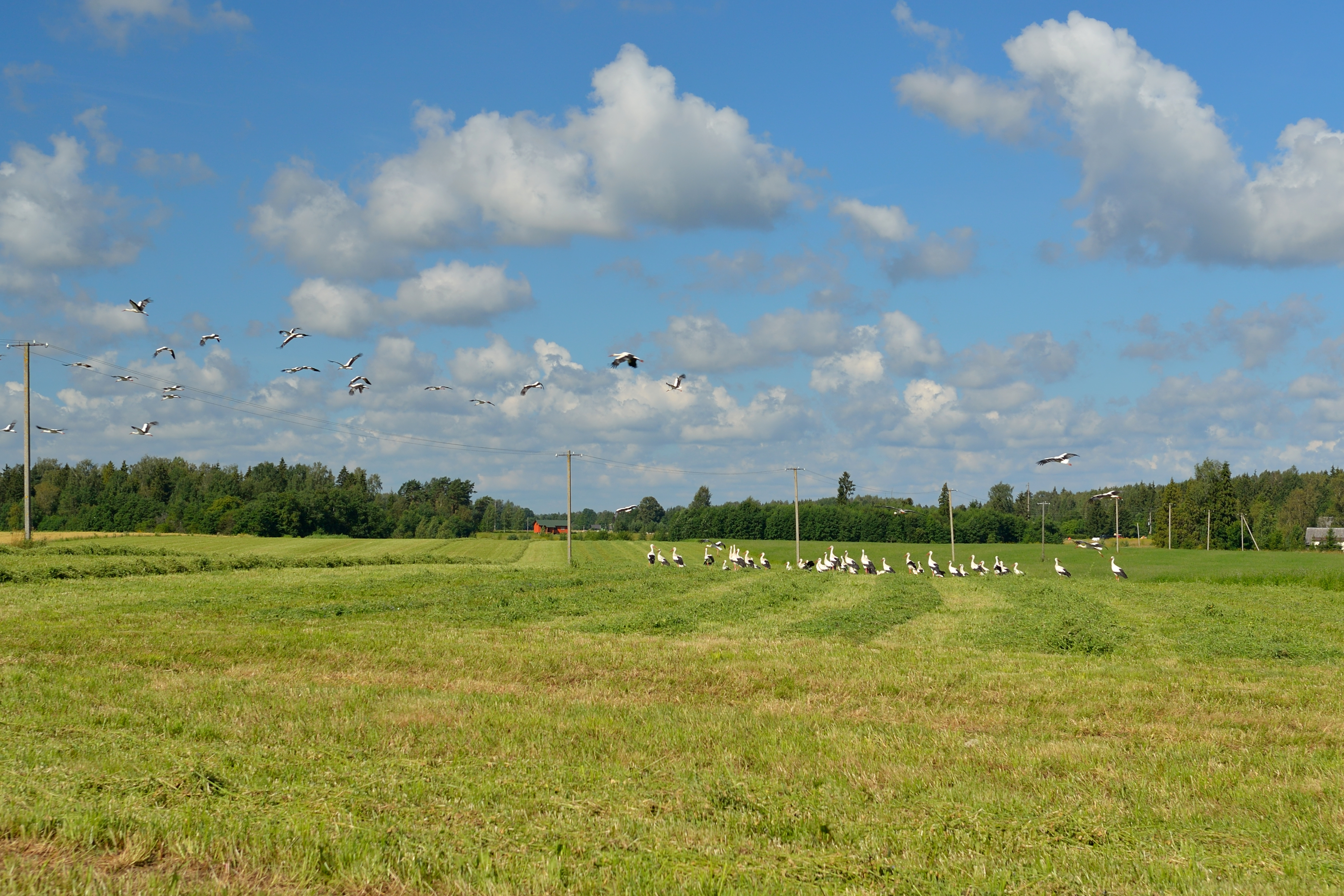
Журавли на полях деревни Палвере